# Wodogrzmoty Małe
Wodogrzmoty Małe (ang. Gravity Falls) – amerykański serial animowany, wchodzący w kanon Disney Channel Original Series. Został on stworzony przez Alexa Hirscha. Swoją premierę miał 15 czerwca 2012 w USA na kanale Disney Channel, a w Polsce 20 września 2012, również na Disney Channel. 29 lipca 2013 roku został potwierdzony drugi sezon. Jego premiera odbyła się 1 sierpnia 2014 roku. 20 listopada 2015 ogłoszono, że drugi sezon jest ostatnim sezonem serialu. Na letnim panelu w 2017 roku zostało potwierdzone przez Alexa wydanie powieści graficznej pt. Lost Legends: 4 All-New Adventures.

## Fabuła
Plany rodzeństwa Dippera i Mabel Pines zostają zrujnowane, gdy rodzice wysyłają ich do domku wujka Stana w Wodogrzmotach Małych (Gravity Falls) w stanie Oregon, który prowadzi najdziwniejsze na świecie muzeum The Mystery Shack (Tajemnicza Chata), będące w rzeczywistości turystyczną pułapką. Wkrótce Dipper i Mabel odkrywają jak tajemnicza jest miejscowość ich zwariowanego wujka i próbują zrobić wszystko, by odkryć wszystkie sekrety miasteczka.

## Postacie

### Główne
- Mason „Dipper” Pines – brat bliźniak Mabel, bystry, pomysłowy i ciekawy świata realista. Ma 12 lat i interesuje się rozwiązywaniem zagadek. Podczas pierwszego dnia pobytu w Wodogrzmotach wraz z siostrą odkrywa, że w miasteczku mają miejsce zjawiska paranormalne, a także odnajduje tajemniczy dziennik oznaczony cyfrą 3, który wnikliwie studiuje. Dipper postanawia odkryć wszystkie te zjawiska i znaleźć ich przyczynę. Nie zdaje sobie jednak sprawy z czyhających na niego niebezpieczeństw. W serialu zostało powiedziane, że Dipper jest jedynie jego pseudonimem pochodzącym od znamienia w kształcie Wielkiego Wozu, które chłopak ma na czole od urodzenia. Jego prawdziwe imię zostało ujawnione w oryginalnej replice dziennika 3 i okazuje się, że naprawdę ma na imię Mason. Podkochuje się w starszej od siebie Wendy, która pracuje u wujka Stanka w Tajemniczej Chacie. Jego najlepszym przyjacielem jest Soos. W drugim sezonie Dipper odkrywa, że autorem dzienników jest brat wujka Stanka – Stanford, a następnie zafascynowany nim stara się mu pomagać w powstrzymaniu Billa Cyferki. Nosi na głowie biało-niebieską bejsbolówkę z sosną, a na czole posiada znamię w kształcie Wielkiego Wozu. W ostatnim odcinku kończy 13 lat.
- Mabel Pines – pełna energii i optymizmu, choć nieco szalona siostra bliźniaczka Dippera. Potrafi znaleźć coś pozytywnego w każdej sytuacji, a robi to z szerokim, choć niezbyt inteligentnym uśmiechem, który strasznie denerwuje jej brata. Mabel interesuje się tym, czym inne dziewczynki w jej wieku, między innymi podrywaniem chłopców, słodyczami i muzyką. Jest mocno przywiązana do brata i pomaga mu w rozwiązywaniu tajemnic miasteczka. Podczas pobytu w Wodogrzmotach zaprzyjaźnia się z dwoma niepopularnymi dziewczynkami Grendą i Cuksą, a także rywalizuje z tą najpopularniejszą – Pacyfiką Północną. Ma świnkę o imieniu Naboki. Nosi na sobie sweter, inny niemal w każdym odcinku. Jest starsza od brata o pięć minut. W ostatnim odcinku kończy 13 lat.
- Stanley „Stanek” Pines – wujek Dippera i Mabel, właściciel Tajemniczej Chaty i jedna z najbardziej tajemniczych postaci serii. Ma dwóch braci – bliźniaczego Stanforda i młodszego Shermiego, który jest dziadkiem Dippera i Mabel. Wujek Stanek jest kanciarzem i oszustem, którego celem jest zdobywanie jak największej ilości pieniędzy na turystach przychodzących do jego pseudomuzeum oglądać tajemnicze, choć tak naprawdę fałszywe eksponaty. Nosi okulary i bordowy fez, w pracy zakłada czarny garnitur, zaś w domu przesiaduje w białym bezrękawniku i niebieskich bokserkach. Ma około 70 lat, ale jak na swój wiek jest dość energiczną osobą. Wie o tym, że w Wodogrzmotach dzieją się dziwne rzeczy, jednak dla dobra Dippera i Mabel skrywa przed nimi to, jak również swoją przeszłość, którą ostatecznie wyjawia w odcinku 31. W przeciwieństwie do swojego brata bliźniaka – Stanforda – nie był zbyt inteligentny, ale nadrabiał to twardym charakterem. Ich wspaniałe plany i relacje legły w gruzach, gdy z zazdrości powstrzymał brata od pójścia na renomowaną uczelnię i został za to wyrzucony z domu. Następnie zaczął popadać w konflikt z prawem i prowadzić działalności gospodarcze polegające na oszustwach, co doprowadziło do jego kilkukrotnych aresztowań, także w Kolumbii. Pewnego dnia Stanford prosi go o przybycie do Wodogrzmotów, by jako jedyna zaufana mu osoba pomogła mu w badaniach, jednak między braćmi dochodzi do bójki, podczas której Stanford wpada do portalu do innego wymiaru. Stanley finguje swą śmierć i postanawia podać się za Forda, przejmuje jego dom i organizuje w nim muzeum dziwności aby spłacić kredyt hipoteczny zaciągnięty na jego budowę. Po nocach zaś stara się aktywować portal, by uratować brata, co ostatecznie mu się udaje po zdobyciu wszystkich trzech dzienników 30 lat po tamtych wydarzeniach. Choć Stanek sprawia wrażenie zrzędliwego i chciwego pieniędzy, najważniejszą dla niego rzeczą jest rodzina, co wielokrotnie pokazuje. W drugiej serii startował w wyborach na nowego burmistrza Wodogrzmotów i choć wygrał je, to z uwagi na kryminalną przeszłość został zdyskwalifikowany. W przedostatnim odcinku ponownie wpada w sprzeczkę z bratem podczas próby pokonania Billa Cyferki, jednak w następnym postanawia poświęcić do tego swoją pamięć i staje się bohaterem. Postanawia przekazać Tajemniczą Chatę Soosowi oraz spełnić ze Stanfordem ich dziecięce marzenie – wspólnie wypłynąć na ocean.
- Jesus Alzamirano „Soos” Ramirez – uroczy, teoretycznie dorosły, ale niezbyt dojrzały 22-letni chłopak pochodzenia hiszpańskiego. Od 12 roku życia za darmo pracuje w Tajemniczej Chacie. Jest najlepszym przyjacielem Dippera, zaś Stanka uważa za namiastkę ojca. Niezależnie od tego, czy wyrusza akurat z bliźniakami na jedną z ich przygód, czy pomaga wujkowi Stankowi zrealizować kolejny chytry plan, Soos uwielbia być w centrum uwagi. Poza dzieciakami i Wendy tylko on potrafi dostrzec przedziwne rzeczy, które dzieją się w Wodogrzmotach Małych. Mieszka wraz ze swoją babcią, która wychowała go, gdyż jego ojciec najprawdopodobniej go opuścił. Twierdzi, że wszystkiego w życiu nauczyły go gry wideo. Lubi majsterkowanie i grę w Laserowego Paintballa. Mimo swojego wieku nie jest związany z żadną dziewczyną, gdyż obawia się odrzucenia ze względu na swój dziecinny charakter, jednak w drugim sezonie poznaje dziewczynę o imieniu Melody, która wydaje się go dobrze rozumieć. W ostatnim odcinku został nowym menedżerem Tajemniczej Chaty i nowym Panem Tajemnicą. Ponadto zamieszkały z nim jego babcia i Melody.
- Wendy Corduroy – obiekt westchnień Dippera, rudowłosa 15-letnia dziewczyna pracująca w Tajemniczej Chacie. Pochodzi z rodziny drwali i umie dobrze posługiwać się siekierą. Miała wielu chłopaków, jednak, jak sama mówi, nie pamięta wszystkich. Lubi opuszczać pracę i wchodzić na dach domu Stanka oraz przebywać ze swoimi przyjaciółmi, z którymi często robi wypady. Wendy wie o uczuciach Dippera wobec niej, jednak z uwagi na różnicę wieku nie widzi sensu w ich związku, choć uważa go za najlepszego przyjaciela.
- Stanford „Ford” Filbrick Pines – brat bliźniak Stanka, prawdziwy właściciel Tajemniczej Chaty i autor trzech dzienników. Pojawia się pierwszy raz w odcinku 30. Ford to genialny naukowiec, który interesuje się zjawiskami paranormalnymi. Jego charakterystyczną cechą jest posiadanie sześciu palców, za co w dzieciństwie był wyśmiewany przez kolegów. Dwóch braci łączyły pasje i marzenia, jednak gdy Fordowi zaproponowano w liceum pójście na renomowaną uczelnię, zazdrosny Stanley zapobiegł temu i został wyrzucony z domu. Stanford skończył studia na kiepskiej uczelni, a następnie zdobył kilkanaście doktoratów i poświęcił się odkrywaniem tajemniczych i niewyjaśnionych zjawisk, których ogromne natężenie wykrył w miasteczku Wodogrzmoty Małe w Oregonie. Po osiedleniu się tam odkrywa wiele tajemnic i ściąga do Wodogrzmotów swojego kolegę ze studiów Fiddleforda McGucketa, który jednak przerażony postanawia zapomnieć o tym, co zobaczył. Następnie kontaktuje się z ostatnią zaufaną osobą – Stankiem, jednak dochodzi między nimi do nieporozumienia, przez co Ford wpada do zbudowanej przez siebie bramy czasoprzestrzennej i trafia do innego wymiaru, z którego zostaje wyciągnięty 30 lat później przez brata. Postanawia przesiadywać w piwnicy swojego domu i kontynuować badania aby powstrzymać poznanego w innym wymiarze Billa Cyferkę w czym pomagać chce mu zafascynowany nim Dipper. W ostatnim odcinku wyrusza w podróż dzieciństwa ze Stankiem – na ocean.
- Bill Cyferka (ang. Bill Cipher) – żółty, trójkątny demon z innego wymiaru przypominający oko opatrzności, główny antagonista serialu. Może wchodzić do ciał innych osób jeśli zawrze z nimi umowę poprzez podanie ręki. Pierwszy raz pojawia się w odcinku 19, gdzie zostaje wezwany przez Gideona aby wszedł do umysłu Stanka i zdobył szyfr do sejfu, w którym przechowywał on akt własności Tajemniczej Chaty. Choć zdobył go, to zostaje następnie wypędzony z głowy Pinesa przez Dippera, Mabel i Soosa. W drugim sezonie wychodzi na jaw, że 30 lat temu Bill nawiązał kontakt ze Stanfordem i zaproponował mu pomoc w odkryciu przyczyn dziwactw w Wodogrzmotach, ale jego prawdziwe plany zostają odkryte przez McGucketa, który rezygnuje z pomocy Fordowi. Sam Ford postanowił zerwać z Billem gdy odkrył jego zamiary i od tamtej pory stara się go powstrzymać. W odcinku 37 Bill wydostaje się ze swojego wymiaru i oszukuje Mabel w ciele Blendina rozpoczynając Dziwnogeddon. Po wprowadzeniu swoich kolegów i dziwactw do Wodogrzmotów buduje sobie tron z mieszkańców miasta oraz umieszcza Mabel w zaczarowanym świecie, z którego ratuje ją Dipper. Bill odkrywa, że Ford zablokował mu możliwość wyjścia z Wodogrzmotów i porywa go by dowiedzieć się jak usunąć przeszkody, co mu się nie udaje. W odcinku finałowym Bill toczy walkę z przerobioną w robota Tajemniczą Chatą. Ford wpadł na pomysł, aby wysłać Billa z powrotem do jego wymiaru za pomocą malowidła znalezionego dawno temu w jaskini koło miasteczka, jednak nie udaje się to z powodu sprzeczki ze Stankiem. Gdy Bill stawia mu ultimatum Stanek podaje się za Forda, a gdy Bill wchodzi mu do głowy Ford wykasowywuje Stankowi pamięć, czym ostatecznie pokonuje Billa i usuwa jego istnienie.

### Drugoplanowe i poboczne
- Naboki (ang. Waddles) – różowa świnia płci męskiej, zwierzątko Mabel, które wygrała w odcinku 9. Waży 6 kilogramów. Mabel jest do niego bardzo przywiązana. W jednym z odcinków Naboki zjadł grzyby zwiększające inteligencję i zaczął budować różne wynalazki z Dipperem, jednak postanowił wyzbyć się swojej inteligencji z uwagi na więzi z Mabel. W ostatnim odcinku Naboki zostaje zabrany przez bliźniaków do Kalifornii.
- Fiddleford Hadron McGucket – staruszek i miejscowy dziwak, umie konstruować roboty. Ma syna, któremu stara się bezskutecznie zaimponować. Trzydzieści lat temu McGucket był przyjacielem Stanforda, którego poznał na studiach, po których skończeniu zajął się budowaniem komputerów w swoim garażu w Palo Alto. Ford sprowadził go do Wodogrzmotów, by zbadać tajemnicze zjawiska i zbudować portal do innego wymiaru. McGucket po zobaczeniu dziwactw miasteczka i przypadkowemu wejściu w portal zdecydował się opuścić kolegę. Aby zapomnieć o tym, co widział, skonstruował pistolecik usuwający pamięć i założył Stowarzyszenie Ślepego Oka, które zajmowało się usuwaniem wspomnień innych mieszkańców o potworach. Z czasem zaczął nadużywać urządzenia i coraz częściej kasował sobie pamięć, co doprowadziło go do obłędu i obecnego stanu. Po odzyskaniu wspomnień McGucket decyduje się pomagać Pinesom oraz bierze udział w bitwie z Billem Cyferką, gdzie między innymi przerabia Tajemniczą Chatę w robota. Po pokonaniu Billa do McGucketa uśmiecha się los: godzi się z Fordem, odzyskuje zdrowie psychiczne oraz zarabia miliony dolarów za sprzedanie swoich patentów rządowi USA, po czym za nie kupuje posiadłość Północnych.
- Toby Nieustępliwy (ang. Toby Determined) – miejscowy dziennikarz redagujący upadającą gazetę. Często staje się pośmiewiskiem innych mieszkańców miasta z uwagi na brzydki wygląd czy używanie nieprawdziwych urządzeń w swojej pracy (np. indyczą nogę jako mikrofonu). Dał się przekupić przez Gideona w odcinku Gideon Rises. Jest zakochany w Shandrze Jimenez. W pierwszej części Dziwnogeddonu przebiera się za punka i zaczyna pracę w lokalnej telewizji.
- Shandra Jimenez – dziennikarka lokalnej telewizji, w której podkochuje się Toby.
- Tyler Cutebiker – lokalny entuzjasta entuzjazmu, lubi bójki i inne wydarzenia. W drugim sezonie zostaje burmistrzem Wodogrzmotów.
- Leniwa Klucha (ang. Lazy Susan) – właścicielka lokalnej restauracji. Była obiektem westchnień Stanka, który w przeszłości niechcący spowodował, że ma ona zwykle opuszczoną lewą powiekę.
- „Męski” Dan Corduroy – ojciec Wendy i jej trzech braci, drwal o potężnej budowie ciała i ogromnej sile. Prawdopodobnie to on zbudował Tajemniczą Chatę. Zamiast Wigilii organizuje swoim dzieciom kursy przetrwania apokalipsy.
- Daryll Blubs i Erwin Durland – dwójka policjantów, Blubs jest szeryfem w Wodogrzmotach, a Durland jego zastępcą. Ponadto Durland pracował kiedyś jako konserwator w Tajemniczej Chacie, jednak został wyrzucony przez Stanka i zastąpiony przez Soosa. Obaj są również bardzo dziecinni i niesolidni w swej pracy.
- Cuksa i Grenda (ang. Candy and Grenda) – dwie niepopularne dziewczynki, z którymi zaprzyjaźniła się Mabel. Cuksa ma spokojny charakter i azjatyckie korzenie. Grenda jest dość silnie zbudowaną dziewczyną, której głos po mutacji uległ zmianie na męski.
- Pacyfika Północna (ang. Pacifica Northwest) – najpopularniejsza i najbogatsza dziewczynka w mieście, rywalka Mabel. Pochodzi z rodu Północnych, którego protoplastą jest Nataniel Północny uważany, jak się okazało później niesłusznie, za założyciela Wodogrzmotów. Początkowo tak jak jej rodzice gardziła osobami o gorszym statusie społecznym, jednak z czasem wbrew ich woli stała się miłą dla innych. Kiedy jej posiadłość była nękana przez ducha drwala, Północni wynajęli Dippera, by dokonał egzorcyzmów, jednak chłopak dowiedział się, że ród oszukał budujących im posiadłość drwali i nie wpuścił na obiecaną im ucztę. Po tym zdarzeniu Pacyfika staje się dobrą osobą. Bierze także czynny udział w walce z Billem Cyferką. Pod koniec drugiego sezonu jej rodzina bankrutuje i traci swoją posiadłość, która zostaje nabyta przez McGucketa.
- Gnomy – krasnoludki żyjące w lasach otaczających Wodogrzmoty. Zgodnie z zapiskami Forda typowy gnom ma około 10 cali (ok. 25 cm) wzrostu. Wszystkie są ubrane tak samo (czerwona stożkowa czapka, niebieskie spodnie i białe bluzy) oraz noszą brody. Większość z nich posiada również identyczny wygląd. Ich przywódcą jest Jeff, który ma brodę barwy brązowej. Innym znanym krasnoludkiem jest Szmebuldog, który ma zeza rozbieżnego i nie umie wymówić nic prócz swojego imienia. Ich wymiociny przybierają barwy tęczy. Debiutują w odcinku 1, gdzie pod przebraniem człowieka chcą uczynić Mabel swoją królową, na co ona się nie zgadza. Prawdopodobnie powstały z krasnali ogrodowych, które dotknięte zostały falą dziwności. Żywią się różnymi rzeczami, głównie żywymi zwierzętami i dżemem. Jak na swój rozmiar są dość silne oraz umieją łączyć się w różne formacje np. gigantycznego gnoma.
- Gideon Gleeful – dziecko o paranormalnych zdolnościach, którego wizje przyniosły mu wielką sławę w Wodogrzmotach Małych. Jego celem jest zdobycie władzy nad ludźmi. Rywalizuje z wujkiem Stankiem i podobnie jak on jest oszustem, który podgląda zachowania ludzi za pomocą kamerek umieszczonych w odznakach z jego podobizną. Jest gruby i nosi fryzurę typu pompadour, która jest większa od jego głowy. Bezskutecznie stara się rozkochać w sobie Mabel. Gideon w nieznany sposób odnalazł dziennik numer 2 i dowiedział się o sekretnym pomieszczeniu w Tajemniczej Chacie. Pod koniec pierwszej serii z pomocą Billa Cyferki zdobywa akt własności Tajemniczej Chaty i ma na celu zastąpienie jej Gideolandem, jednak Pinesowie i Soos ostatecznie krzyżują jego plany i umieszczają w więzieniu. Pod koniec drugiego sezonu Gideon ucieka z więzienia i przechodzi przemianę wewnętrzną, stając się dobrym. Ponadto bierze czynny udział w walce z Billem Cyferką.
- Robbie Valentino – kolega i późniejszy chłopak Wendy, za co jest z wzajemnością nielubiany przez Dippera. Jest gitarzystą metalowym i przewodzi kapeli Robbie V i Nagrobki. Kiedy okazuje się, że jego piosenka napisana dla Wendy zawierała przekaz podprogowy, dziewczyna zerwała z nim. Ostatecznie Mabel zeswatała Robbiego z Tambry. Jego rodzice są bardzo wesołymi ludźmi mimo prowadzenia zakładu pogrzebowego. Robbie bierze udział w walce z Billem Cyferką.
- Blendin Blandin – podróżnik w czasie, który pochodzi z roku 207012. Pierwszy raz pojawił się w dziewiątym odcinku pierwszego sezonu. Został wysłany do 2012 roku i miał za zadanie usunąć anomalia wywołane zachowaniami Dippera i Mabel, jednak oni ukradli jego przyrząd do podróży w czasie, przez co Blendin został oskarżony o nadużycia i osadzony w więzieniu. Planował zemstę na bliźniakach, jednak kiedy wygrali z nim pojedynek w grze Globnar na arenie, postanowili wykorzystać swoje życzenie do Dziecka Czasu, prosząc o uwolnienie Blendina i przywrócenie go do pracy. Blendin przybył do Wodogrzmotów wraz ze swoimi kolegami z pracy i Dzieckiem Czasu, by powstrzymać Billa Cyferkę, jednak ten go opętał i oszukał Mabel. Ostateczny los Blendina jest nieznany.

## Odcinki
| Seria | Seria | Odcinki | Oryginalna emisja | Oryginalna emisja | Oryginalna emisja    | Oryginalna emisja |
| Seria | Seria | Odcinki | Premiera serii    | Finał serii       | Premiera serii       | Finał serii       |
| ----- | ----- | ------- | ----------------- | ----------------- | -------------------- | ----------------- |
|       | 1     | 20      | 15 czerwca 2012   | 2 sierpnia 2013   | 20 października 2012 | 28 listopada 2013 |
|       | 2     | 21      | 1 sierpnia 2014   | 15 lutego 2016    | 6 grudnia 2014       | 29 kwietnia 2016  |

## Wersja polska
Wersja polska: SDI Media Polska

Reżyseria: 
- Wojciech Paszkowski (odc. 1–39),
- Artur Kaczmarski (odc. 40)

Dialogi: 
- Róża Maczek,
- Barbara Eyman,
- Maciej Wysocki

### Obsada
- Paweł Ciołkosz –
  - Dipper Pines,
  - Dippy Fresh
- Agnieszka Pawełkiewicz – Mabel Pines
- Jarosław Boberek –
  - Stanley Pines,
  - Burmistrz Brzęczyszczykiewicz
- Jakub Szydłowski –
  - Soos,
  - Normal,
  - Duch Drwala
- Julia Kołakowska-Bytner –
  - Wendy,
  - Shandra Jimenez (niektóre odcinki)
- Wojciech Paszkowski – F.H. McGucket
- Katarzyna Groniec –
  - Gideon (sezon 1),
  - Candy (sezon 1)
- Agnieszka Fajlhauer –
  - Gideon (sezon 2),
  - Candy (sezon 2)
- Grzegorz Kwiecień –
  - Grenda,
  - Multimiś,
  - Preston Północny,
  - Rumble Grzmocisław
- Zbigniew Konopka –
  - Szeryf Blubs,
  - Ósemka,
  - Oczodół
- Joanna Pach –
  - Pacyfika
  - Leniwa Klucha
  - Shandra Jimenez (niektóre odcinki)
- Janusz Wituch – 
  - Zastępca Durland,
  - Toby Nieustępliwy,
  - Tyler Cutebiker,
  - Bud Gleeful
- Jarosław Domin – Bill Cyferka
- Waldemar Barwiński – Stanford Ford Pines
- Grzegorz Falkowski – Robbie Valentino
- Jacek Król – Męski Dan

i inni

## Oryginalna replika dziennika 3
Dnia 26 lipca 2016 w USA została wydana oryginalna replika dziennika 3. Replika ma 288 strony, w tym strony pokazane w serialu oraz nowe, na których znajdują się niewyjaśnione tajemnice. Podczas BigFestu2016 Alex Hirsch powiedział, że postara się przetłumaczyć dziennik na kilka języków. Natomiast na konwencie NYC2016 Alex potwierdził wydanie limitowanej edycji dziennika posiadające wpisy niewidzialnym tuszem, powiększające szkiełko i wiele innych dodatków. Premiera odbyła się 13 czerwca 2017 roku w nakładzie 10 000 kopii, które wyprzedały się w jeden dzień.